# Світлокопія
«Світлокопія» (нім. Blueprint) — молодіжний науково-фантастичний роман  німецької письменниці Шарлотте Кернер. Вийшов друком 1999 року. Роман зачіпає низку етичних та психологічних питань. 2004 року він був екранізований режисером Рольфом Шнюбелем. Роман було видано у 14 країнах. Український переклад видано 2018 року.

## Зміст
Події відбувається у недалекому майбутньому. Талановита піаністка та композитор Іріс Зеллін у віці 30 років отримує діагноз розсіяний склероз. Шокована, вона вирішує клонувати себе, щоб не дати її таланту зникнути, оскільки вона не бажає бути з чоловіком та ризикувати обміном талантами чи генами. Штучне запліднення вдається — народжується дівчинка, якій Іріс дає ім'я Зірі. У ній виявляються ті ж самі музичні таланти, як у її матері. Коли Зірі виповнюється 7 років Іріс дарує доньці рояль, на якому вона багато грала. Зірі усвідомлює своє невдоволення схожістю між собою та матір'ю, яке з часом стає більш небажаним. У підлітковому віці вона все більше і більше відвертається від музики.
У віці 16 років Зірі дає свій перший концерт, де надто переживає про те, що думає її аудиторія, і, таким чином, провалюється. Коли її мати Іріс після Зірі здобуває успіх на концерті, Зірі повністю відвертається від музики. ЗМІ розчаровані, вони сподівалися на більше. Зірі обертається проти матері і живе з Дженеком, сином її колишньої няні, яка завжди була схожа на її брата. У художній школі вона намагається просунути свій інший талант — образотворче мистецтво.
Коли Іріс опиняється при смерті, вони знову проводять більше часу разом. Після смерті матері Зірі почуває себе вільно. Вона слідує своєму шляху художника і, зрештою, стає такою ж відомою своїм мистецтвом, як і її мати з музикою.

## Теми
- Клонування. Хто чи що таке клон? Чи є у нього душа чи це лише світлокопія без власної волі і бажань? Та чи має право «оригінал» вимагати, щоб клон проживав його, а не своє життя?
- Питання біоетики, авторитаризму батьків та протистояння поколінь. Про трагедію багатьох дітей — батьків, де батьки на свою дитину покладають здійснення своїх власних бажань і власних амбіцій, не бачучи в дитині незалежну, самостійну особистість з притаманними тільки їй бажаннями.

## Нагороди
- Німецька молодіжна літературна премія 1999 року